# Johann Klingenberg († 1454)

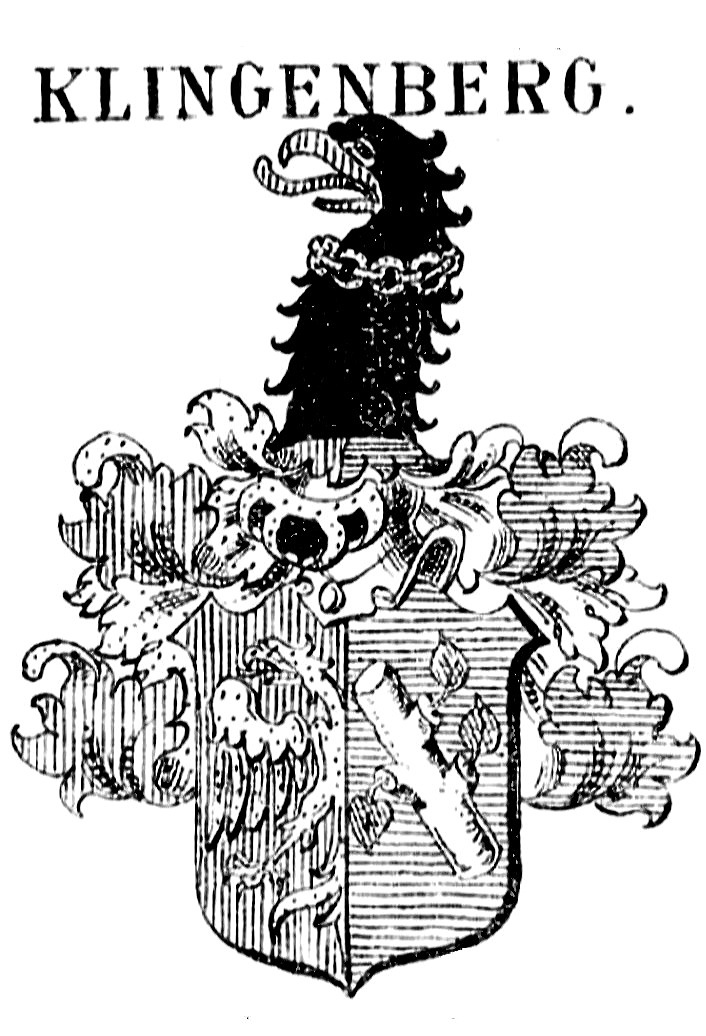
Stammwappen des lübischen Ratsherrengeschlechts Klingenberg

Johann Klingenberg (* in Lübeck; † 10. Oktober 1455 ebenda) war ein Ratsherr, Bürgermeister und Diplomat der Hansestadt Lübeck.

## Leben
Johann Klingenberg war der Sohn des Lübecker Ratsherrn Goswin Klingenberg. Er wurde 1426 zum Lübecker Ratsherrn erwählt und war an Trinitatis 1429 bereits Mitglied der patrizischen Lübecker Zirkelgesellschaft. Gemeinsam mit dem Ratsherrn Johann Kollmann war er 1430 bei König Erik VII. von Dänemark. Im Lübecker Rat wurde er 1432 zum Bürgermeister bestimmt und erhielt auf dem Hansetag 1434 den Auftrag, mit König Heinrich VI. von England Verhandlungen aufzunehmen, um die Privilegien der Hansekaufleute am Stalhof zu sichern. Die erste Gesandtschaftsreise gemeinsam mit Abgesandten anderer Hansestädte fand im Oktober 1434 statt. Auf dem Rückweg besuchte er Flandern und das Hansekontor in Brügge. 1436 reiste er erneut zur Fortsetzung der Verhandlungen mit englischen Gesandten nach Flandern; das Ausbleiben der Verhandlungspartner begab er sich im November 1436 nach London an den englischen Hof, wo er bis zum Juli des Folgejahres 1437 blieb und eine Bestätigung der Privilegien erhielt. 1440 vertrat er die Stadt in Lüneburg und 1445 in Bergedorf. In Testamenten Lübecker Bürger wird er mehrfach als Urkundszeuge und als Vormund aufgeführt. 1455 errichtete er sein Testament.
König Albrecht II. verlieh ihm 1439 die Insignien eines von ihm gestifteten Ritterordens.
Johann Klingenberg war mit Elisabeth, einer Tochter des Ratsherrn Marquard von Dame, verheiratet und er bewohnte das Haus Breite Straße 6. Als Rentenanlagen gehörten ihm die Lübschen Güter Eckhorst, Klein Steinrade sowie ein Hof in Krempelsdorf. Die Eheleute Klingenberg wurden gemeinsam unter einer beschriebenen, aber nicht mehr erhaltenen Grabplatte im Chor der Jakobikirche bestattet, deren Kirchenvorsteher Klingenberg gewesen war.